# Rudy Barbier
Rudy Barbier (18 de dezembro de 1992) é um ciclista profissional francês que atualmente corre para a equipa Israel Start-Up Nation.

## Palmarés
2013
- 1 etapa da Paris-Arras Tour

2014
- 1 etapa da Paris-Arras Tour

2015
- 1 etapa do Circuito das Ardenas

2016
- Paris-Troyes
- Grande Prêmio Cholet-Pays de Loire

2017
- Paris-Bourges[3]

2019
- Clássica de Loire-Atlantique
- 1 etapa do Tour da Estónia

2020
- 1 etapa da Volta a San Juan